# التوظيف القائم على الكفاءات
التوظيف القائم على الكفاءات هو عملية التوظيف التي تعتمد على قدرة المرشحين على تقديم قصص حول تجربتهم المهنية يمكن استخدامها كدليل على امتلاك المرشح لكفاءة محددة. يقوم المرشحون بإظهار الكفاءات في استمارة التقديم ومن ثم في المقابلة والتي في هذه الحالة تعرف بالمقابلة القائمة على الكفاءات.
تهدف عملية التوظيف القائمة على الكفاءات إلى أن تكون أكثر عدالة وأكثر واقعية من عمليات التوظيف الأخرى من خلال تحديد الكفاءات المطلوبة بوضوح ثم اختبارها بطريقة تترك للموظف التوظيفي قليلا من التقدير لصالح مرشح على حساب آخر فالعملية تفترض أن ارتفاع تقدير الموظف التوظيفي غير مرغوب فيه. نتيجة للعدالة المتوقعة لهذه العملية أصبحت العملية شعبية في الخدمات العامة. يتم التركيز بشكل كبير في التوظيف القائم على الكفاءات على قدرات المرشحين في سرد القصص كمؤشر على الكفاءة ويتجاهل تقديرات أخرى لمهارات وإمكانات المرشح، مثل المراجع.

## الكفاءات الأساسية
الكفاءات الأساسية هي مجموعة المهارات التي تعد أمرا حاسما للشركة من أجل كسب ميزة تنافسية في سوقها. تكون الإدارة العليا غير قادرة على إدارة كل جانب من جوانب العمل بما في ذلك الكفاءات التي تحتاجها للحفاظ على نجاح الأعمال. وهذا يعني أنه يجب عليها تحديد مجموعة من الكفاءات التي تؤثر بشكل حقيقي على ميزتهم التنافسية حيث ستوفر لهم الوقت على المدى الطويل فيما يتعلق بتوظيف الموظفين.
كانت الفكرة الرئيسية لـ هامل وبراهالاد هي أن الشركات ستطور مع مرور الوقت مجالات رئيسية من الخبرة الفريدة لتلك الشركة وحاسمة لنموها على المدى الطويل. قالوا إنه يجب ألا تُنظر إلى الكفاءات الأساسية على أنها ثابتة بل يجب أن تتغير هذه الكفاءات استجابة للتغيرات في بيئة عمل الشركة. يحدث ذلك لأن الأعمال ستتطور مع مرور الوقت وستظهر فرص جديدة ولذا يجب أن يحدث الشيء نفسه للكفاءات الأساسية. ابتكر هامل وبراهالاد ثلاثة أسئلة يجب على الشركات أن تأخذها في الاعتبار عند تحديد كفاءاتها الأساسية:
1. هل الكفاءات صعبة التقليد بالنسبة للمنافسين؟
2. هل توفر الكفاءات إمكانية الوصول إلى مجموعة واسعة من الأسواق؟
3. هل تسهم الكفاءات بشكل كبير في فوائد المستهلك؟

## عناصر وصف الوظيفة المبني على الكفاءات
تشمل العناصر الرئيسية لوصف الوظيفة:
- عنوان الوظيفة: العنوان المستخدم للإشارة إلى موقف الموظف في الشركة على سبيل المثال مدير المشروع.
- صلة الموقف: بيان حول كيفية دعم الموقف للشركة (مع خطتها التجارية وأهدافها).
- المسؤوليات الرئيسية: قائمة بالأنشطة الرئيسية التي يجب أن يقوم بها الفرد يوميا.
- معايير حاسمة: المعايير والصفات التي يجب أن يتوفر بها المرشحون ليُعتبروا للوظيفة.
- معايير المفضلة: الصفات التي تود الشركة أن يمتلتكون الوظيفة بها ولكنها ليست حاسمة في الأنشطة اليومية للوظيفة.
- التبليغ إلى: من هو مديرهم.

## الغرض
هناك 4 أسباب رئيسية تجعل وصف الوظيفة المبني على الكفاءات أمرا حاسما للشركات:
1. يوفر معلومات حاسمة لتحديد العنوان الصحيح والدرجة الوظيفية للوظيفة.
2. يسهل عملية توظيف المرشحين حيث يصبح العملية أكثر كفاءة.
3. يتيح للمرشحين المحتملين فهما كاملا للواجبات والمسؤوليات التي ينبغي عليهم تنفيذها.
4. أخيرا تحدد الكفاءات الوظيفية وظائف العمل الأساسية.

وصف الوظيفة والكفاءات يسمحان للموظفين المحتملين بتحديد المهارات والصفات والخبرات والتدريب اللازمة لوظيفة معينة. المعلومات الموجودة في وصف الوظيفة والكفاءات تدرج ضمن متطلبات الأداء التي تشكل استعراضات الأداء. تعتمد الشركات على وصف الوظيفة والكفاءات لإنشاء برامج تدريب لموظفيها بينما يستخدم الموظفون هذه البرامج لاكتساب المهارات المطلوبة للترقية أو زيادة الرواتب!

## الشركات الصغيرة
الشركات الصغيرة تواجه صعوبات أكثر من الشركات الكبيرة عند توظيف الأشخاص للوظائف. فمن الأفضل بكثير بالنسبة لهم استخدام وصف الوظيفة المبني على الكفاءات حيث يختلف عن وصف الوظيفة القياسي بأنه يركز على العامل بدلا من العمل. يقلل وصف الوظيفة المبني على الكفاءات من احتمالية توظيف صاحب العمل الخاطئ للوظيفة.
لضمان توظيف الموظفين في مكان مناسب داخل الشركات الصغيرة يجب عليهم إنشاء وصف وظيفي مفصل. بالنسبة للشركات الصغيرة من الحيوي أن يقوموا بتوظيف العدد الصحيح من الأشخاص. هذا يرجع لأنه إذا تم توظيف الكثير من الأشخاص فقد يؤدي ذلك إلى هدر المال في دخل الموظفين (حيث تعتبر الأجور أعلى تكاليف الشركة). بالإضافة إلى قضايا أخرى فكما يقال: "كثرة الطباخين تفسد العصيدة"! من ناحية أخرى إذا تم توظيف عدد قليل من الأشخاص فقد يؤدي ذلك إلىعدم الكفاءة وتكاليف كبيرة للشركة الصغيرة على المدى الطويل.
أفضل نهج للشركات الصغيرة هو أن يكون لديها معاينة وظيفية وتقييم ما إذا كان الأفراد قادرين على اكتساب المهارات المطلوبة من قبل الشركة. سيساعد ذلك في تصفية تلك المرشحين الذين لن يكونوا مناسبين للوظيفة. إذا كان ذلك ممكنا يجب على الشركات الصغيرة استخدام أفراد ذوي خبرة في عملية التوظيف حيث سيعرف هؤلاء الأفراد ما إذا كان الموظف المستقبلي سيناسب ثقافة الشركة وما إذا كان يمتلك المهارات ذات الصلة.

## دورة حياة الكفاءة
تتكون دورة حياة الكفاءة من 4 مراحل تهدف إلى تطوير وتعزيز الكفاءات الفردية والتنظيمية. وتتضمن هذه المراحل:
1. تصور الكفاءات: يكون هدف هذه المرحلة توفير ملخص لجميع الكفاءات الحاسمة المطلوبة لتحقيق أهداف الشركة (الموضحة في خطة العمل) وتحديد متطلبات الوظيفة واحتياجات المجموعة. تحدد هذه المرحلة أيضا مستوى المهارات المطلوب لكل ملف تعريف وظيفي.
2. تشخيص الكفاءات: يستند هذا إلى الموظفين الحاليين في الشركة. يحدد هذا المرحلة مستوى الكفاءة الحالي الذي يمتلكه كل موظف. ستقوم الشركة بإجراء "تحليل الفجوة في المهارات" والذي يعرف الفجوة بين المهارات التي يمتلكها الموظف حاليا بالمقارنة مع الكفاءات المطلوبة لوظيفته.
3. تطوير الكفاءات: تتعامل هذه المرحلة مع تطوير التدريب والأنشطة التي توفرها الشركة للموظفين لسد الفجوات في المهارات التي تم اكتشافها في المرحلة السابقة.
4. مراقبة الكفاءات: تحليل نتائج مرحلة تطوير الكفاءات.

## تحليل الكفاءة
من أجل إجراء تحليل الكفاءة الشامل يجب جمع المعلومات من مصادر متنوعة. تعرف هذه المصادر بخبراء المحتوى الوظيفي ولديهم فهم جيد للمناصب في الشركات. وعادة ما يكون خبراء المحتوى الوظيفي هم الأشخاص الذين يديرون المنصب الذي يبحث عن شخص لشغله. يتم التوصل إلى الخطوة الأولى لتحليل الكفاءة من خلال تجميع وصف مفصل للمهام التي تشكل الوظيفة: "تحليل المهام". يتم ذلك من خلال مجموعة من طرق جمع البيانات:
- مراقبة الوظيفة: مراقبة الأشخاص الذين يعملون بالفعل في الوظيفة وطلب منهم وصف ما يقومون به وما إلى ذلك.
- مقابلات الموظفين الحاليين: إجراء مقابلات مع الأشخاص الذين يعملون بالفعل في الوظيفة وطرح نفس مجموعة الأسئلة لكل فرد. يجب أن تستند الأسئلة إلى المسؤوليات الرئيسية لهم والمشاكل التي يحتاجون إلى حلها والصعوبات التي يواجهونها والمهارات التي يرون أنها مطلوبة للنجاح وما إلى ذلك.
- اجتماعات الحوادث الحرجة: اجتماعات مع خبراء المحتوى الوظيفي للحصول منهم على أمثلة عن الأوقات التي كان فيها الموظفون فعّالين للغاية أو غير فعّالين.
- اجتماعات رؤية الكفاءة: اجتماعات مع "الرؤساء" أولئك الذين يعرفون عن مستقبل الشركة. يتم عقد هذه الاجتماعات لأن مدير التوظيف يبحث عن موظف سيبقى لفترة طويلة وسيساهم في نجاح المستقبل للشركة.

بمجرد تحليل البيانات من هذه المصادر المتنوعة يمكن تجميع قائمة بالكفاءات المطلوبة لوصف الوظيفة وبذلك يتم استكمال تحليل الكفاءة.

## المزايا
هناك العديد من الفوائد في استخدام الكفاءات في المؤسسات:
- تساعد الكفاءات الشركة في تمييز أفضل الأداء والعاملين المتوسطين. وهذه معلومات مفيدة للمديرين عند توزيع المكافآت.

بما أن الكفاءات مرتبطة بأهداف العمل أو استراتيجيات الأعمال فإن توحيد الاثنين يكون أكثر فعالية وملاءمة للشركة مما يجعلها أكثر تسهيلا.
- تحديد واستخدام الكفاءات الأساسية لإنشاء السلع والخدمات يؤدي إلى مساهمات كبيرة في تعزيز تنافسية الشركات.
- عادة ما تكون لدى الشركات التي تستخدم نهج الكفاءة قوة عمل أكثر مرونة مع أفراد مدربين جيدا ويجب أن يؤدي ذلك إلى أداء ناجح من هؤلاء الموظفين.
- يتم تقليل تحول الموظفين إذا استخدمت وصفات الوظائف المستندة إلى الكفاءات حيث يتم توظيف المرشحين الأكثر ملاءمة للدور.

### الانتقادات
ومع ذلك هناك أيضا بعض الجوانب السلبية لوصف الوظائف المستندة إلى الكفاءات. يمكن أن تستغرق وصفات الوظائف المستندة إلى الكفاءات وقتا طويلا حيث يستغرق الأمر وقتا طويلا لجمع البيانات اللازمة لتحديد الكفاءات ذات الصلة بملف الوظيفة. يمكن أن يكون هذا العملية مكلفا جدا وقد لا تتوفر الأموال اللازمة لإجراء تحليل الكفاءة في جميع الشركات. يتطلب التحليل أيضا وجود موظفين ذوي مهارات محددة والتي قد تفتقر إليها بعض الشركات.

## أفضل الممارسات
بعد تحديد ملفات الكفاءة للفرق والأدوار يمكن للمؤسسات استخدام الكفاءات كمعايير لتقييم المرشحين طوال عملية الفحص والاختيار فضلا عن الإعلان وتوضيح متطلبات المؤسسة للمتقدمين المحتملين.
تدعم الكفاءات عمليات التوظيف والاختيار من خلال:
- توفير معايير موثوقة ومعتمدة وعادلة وغير متحيزة لتقييم كفاءات المتقدمين للأداء في الدور أو الوظيفة المستهدفة.
- تحسين شفافية عملية الاختيار عن طريق توضيح السلوكيات التي يجب أن يظهرها الموظفون للنجاح في الدور أو الوظيفة.
- المساهمة في تصميم عمليات التوظيف والاختيار فعالة من خلال توفير أدوات وعمليات اختيار قابلة لإعادة الاستخدام (مثل بنوك الأسئلة للمقابلات والتحقق من المراجع بناء على الكفاءة وأدلة المقابلات والتحقق من المراجع القالبية للأدوار والوظائف داخل المنظمة وتمثيل الأدوار المستهدفة ومحاكاة العمل وتقييم السلة وما إلى ذلك).
- توفير معايير صريحة وواضحة وشفافة لإعطاء المرشحين ملاحظات على أدائهم في عملية الاختيار (مثل المدخلات للتعلم والتطوير المستقبلي وما إلى ذلك).
- توفير معايير لتقييم نجاح عملية الاختيار فعلى سبيل المثال ترتبط نتائج عملية الاختيار بأداء العمل المستند إلى الكفاءة.

بعض الممارسات الشائعة المعتمدة على المقاييس في عمليات التوظيف والاختيار تشمل:
- إشعارات بمتطلبات الوظيفة: يتم تطوير قالب لتحديد كيفية تعكس الكفاءات في إشعارات بشأن متطلبات الوظائف التي يتعين شغلها. عند استكمال ملفات الكفاءة يتم تطوير إشعارات عينة لأنواع مختلفة من الوظائف / الأدوار.
- أدلة المقابلات والتحقق من المراجع: يتم تطوير أدلة المقابلات والتحقق من المراجع القالبية لأنواع مختلفة من الوظائف / الأدوار بما في ذلك التعليمات وأدلة التقييم. يتم توفيرها لمديري التوظيف ومستشاري الموارد البشرية.
- أدلة المقابلات والتحقق من المراجع القالبية: يتم تطوير أدلة المقابلات والتحقق من المراجع القالبية للأدوار / مجموعات الوظائف والمستويات ضمن المجموعات المهنية بما في ذلك التعليمات وأدلة التقييم. يتم توفيرها لمديري التوظيف ومستشاري الموارد البشرية.
- مراجعات سجل الأداء / الملف الشخصي المستندة إلى الكفاءة: تتيح مراجعات سجل الأداء / الملف الشخصي للموظفين / المتقدمين وثائقة تجاربهم وإنجازاتهم السابقة التي ترتبط بمتطلبات الكفاءة للوظائف داخل المنظمة. بمجرد الانتهاء يقوم المقيمون المدربون بتقييم مدى تجسيد الكفاءات المطلوبة في الأمثلة المكتوبة باستخدام معايير التقييم الموحدة. عادة ما يقدم المرشح / الموظف أيضا مراجعات يمكن أن تؤكد صحة الأمثلة المقدمة. يمكن استخدام النتائج كجزء من عملية التوظيف و / أو لأغراض أخرى (مثل تحليل الفجوات في الكفاءة للتعلم والتطوير وإدارة التعاقب وتخطيط الموارد البشرية).
- منهجيات تقييم أخرى مستندة إلى الكفاءة: يمكن دمج مجموعة متنوعة من منهجيات التقييم المستندة إلى الكفاءة في عملية الاختيار بما في ذلك تقييمات سلة المهام وأدوار المحاكاة للمواقف في مكان العمل التي سيواجهها الموظف وإدخال متعدد المصادر (حسب الاقتضاء) وما إلى ذلك. عند تصميم وتنفيذ أي منهجية من المهم أن تكون مبررة (أي موثوقة وعادلة وموثوقة وغير متحيزة).
- التدريب على الاختيار المستند إلى الكفاءة: يجب أن يكون لدى المديرين المعرفة والمهارات اللازمة لتطبيق مجموعة متنوعة من منهجيات التقييم المستندة إلى الكفاءة المذكورة أعلاه لاتخاذ قرارات اختيار صحيحة. وبالمثل يجب أن يكون لدى الموظفين القدرة على المشاركة بفعالية لتقديم صورة دقيقة للكفاءات التي يمتلكونها. وأخيرا يجب أن يكون لدى المديرين ومحترفي الموارد البشرية القدرة على إنشاء عمليات اختيار فعالة وفعالة (أي موثوقة وعادلة وموثوقة وغير متحيزة). يتطلب كل ذلك برامج تدريب / توجيه مستهدفة لضمان حصول جميع أصحاب المصلحة على المهارات اللازمة.

## مراحل التنفيذ
مع تطوير ملفات الكفاءة لمجموعات وظائف متنوعة يُقترح اتباع المراحل التالية لاستخدامها في عمليات التوظيف والاختيار على نطاق الشركة بأكملها.
المرحلة الأولى:
- تحديد السياسات وقواعد القرار لاستخدام الكفاءات في عمليات التوظيف والاختيار
- تحديد الاعتبارات / الإرشادات لتضمين معلومات حول الكفاءات في إشعارات متطلبات الوظيفة
- تطوير إشعارات عينة لمتطلبات الوظيفة عند توافر ملفات الكفاءة للاستخدام.
- تخصيص أو بناء بنك أسئلة المقابلات / التحقق من المراجع المنظم وفقا للكفاءات المدرجة في ملفات الكفاءة.
- تخصيص أو بناء أدوات أخرى أو عمليات مستندة إلى الكفاءة (مثل مراجعات سجل الأداء) يمكن استخدامها في عدد من مجموعات الوظائف.

المرحلة الثانية:
- بمجرد الانتهاء من ملفات الكفاءة لمجموعات الوظائف قم بتطوير وتنفيذ عمليات التوظيف والاختيار المتسقة مع السياسة والأدوات / القوالب المحددة في المرحلة الأولى. قم بمراجعة وتقييم فعالية وكفاءة هذه العمليات وضبط السياسات والإجراءات والقوالب وما إلى ذلك، حسب الاقتضاء.
- خطط لتدريب المديرين والموظفين في قسم الموارد البشرية على أساليب المقابلة المستندة إلى الكفاءة المناسبة (مثل المقابلة السلوكية والمقابلة الموقفية). يجب أن يكون هذا التدريب في الوقت المناسب أي مع توفر ملفات الكفاءة لمجموعات الوظائف المختلفة.
- خطط لتصميم وتنفيذ برنامج توجيه / تدريب للموظفين حول كيفية المشاركة في عمليات التوظيف والاختيار المستندة إلى الكفاءة بينما يتم تنفيذ عمليات جديدة.
- جمع البيانات حول فعالية عملية التوظيف والاختيار الجديدة (مثل ربط نتائج عملية الاختيار بنتائج أداء العمل أو التدريب) وإجراء التعديلات على العملية حسب الاقتضاء.